# Викторовка (Тюменская область)
Ви́кторовка — деревня в Казанском районе Тюменской области в составе Афонькинского сельского поселения.

## География
Расположена в 44 км к югу от села Казанское, в 14 км к югу от села Афонькино рядом с государственной границей России с Казахстаном.

## История
Деревня основана в середине XIX века переселенцами из Витебской губернии в 1852 году.

## Население
| 1989 | 2006 | 2010 |
| ---- | ---- | ---- |
| 194  | ↘187 | ↘128 |

## Улицы села
Ул. Береговая, ул. Зелёная, ул. Подгорная, ул. Суворова, ул. Центральная.

## Общие сведения
На территории деревни находятся: Викторовская начальная общеобразовательная школа (структурное подразделение Афонькинской средней школы), фельдшерско-акушерский пункт, клуб-библиотека. К западу от деревни размещены машинный двор и скотный двор. Викторовка расположена на берегу озера-старицы, на расстоянии менее 1 км к юго-западу от деревни протекает река Ишим.
Викторовка связана с деревнями Паленка, Новогеоргиевка, сёлами Афонькино, Ильинка и Казанское автомобильной дорогой, автобус ежедневно выполняет рейсы до административного центра района.
Территория деревни Викторовки входит в Ишимское благочиние Тобольско-Тюменской епархии.